# Gustave Garcia
Gustave Garcia (Milano, 1º febbraio 1837 – 12 giugno 1925) è stato un baritono italiano e insegnante di canto.

## Biografia
Gustave García nacque a Milano figlio di Manuel Patricio Rodríguez García (1805–1906) e del soprano Eugénie Mayer (1818–1880).  Debuttò come baritono nel 1860 al Teatro di Sua Maestà a Londra nel Don Giovanni.  Si sposò e ebbe un figlio, il baritono Alberto García (1875-1946).
Maggiormente noto per la sua seconda carriera, come insegnante, nel 1880 divenne professore di canto alla Royal Academy of Music, dove lavorò fino al 1890. Insegnò anche alla Guildhall School of Music dal 1883 al 1910 e dal 1884 al Royal College of Music fino alla sua malattia e alla pensione definitiva. I suoi allievi al Royal College comprendevano Martyn Green e Walter Hyde. Morì il 12 giugno 1925.